# Sierakowo, Hạt Stargard
Sierakowo [ɕeraˈkɔvɔ] (Altheide của Đức) là một ngôi làng thuộc khu hành chính của Gmina Dobrzany, thuộc hạt Stargard, West Pomeranian Voivodeship, ở phía tây bắc Ba Lan. Nó nằm khoảng 7 kilômét (4 mi) phía nam Dobrzany, 26 km (16 mi) về phía đông của Stargard và 57 km (35 mi) về phía đông của thủ đô khu vực Szczecin.